# Dwekh Nawsha
Dwekh Nawsha (aram.: ܕܒܝܚ ܢܦܫܐ ; pol. - Poświęcony) - paramilitarna milicja bliskowschodnich chrześcijan.

## Geneza
Na skutek prześladowań ze strony tzw. państwa islamskiego mieszkający na terenie Syrii i Iraku chrześcijanie (często pochodzenia asyryjskiego) powołali w połowie roku 2014 organizację paramilitarną o nazwie Dwekh Nawsha.

## Działanie
Pomimo iż na czele Dwekh Nawsha stoją politycy związani z Patriotyczną Partią Asyrii, większość jej członków nie przynależy do żadnej organizacji politycznej. Stąd też Dwekh Nawsha pozostaje w dobrych - często sprzymierzonych - stosunkach z Peszmergą i bojówkami wspieranymi przez obce kraje.
Napływ znacznej liczby ochotników, w tym z Europy i USA, przyczynił się do zwołania zaprzysiężenia 12 marca 2015.